# 裕隆飛羚101
飛羚101（英語：Feeling 101），為裕隆汽車自行研發設計生產的汽車，是第一款由台灣主導開發的車款，高度參考日產汽車Nissan Violet車系的T11 Nissan Stanza，於1986年10月25日發表。至1988年止，共計銷售出16,653部。

## 發展沿革
1980年，國立中央大學工程學院院長朱信遊說裕隆汽車董事長吳舜文成功，由由當年年僅34歲的朱信主導設立裕隆汽車工程中心；並找來33歲的機械博士林石甫以及34歲的土木博士張哲偉，組成了人稱「鐵三角」的組合，準備開始設計臺灣第一部由本地人主導開發的車款。
1981年8月，裕隆汽車為了避免合作伙伴日產汽車的芥蒂，於遠離新店生產基地的龜山設立了裕隆汽車工程中心。裕隆汽車工程中心在當年吸引了三百名菁英投身於此，固然經驗不足且經費有限，但在大家「以一當十」的精神下，逐步發展出飛羚的雛形。
經過了五年的研發，裕隆汽車投下了1/3資本額、約新台幣20億元，臺灣第一部由本地人主導設計的汽車在1986年10月25日正式推出。
在上市之前，裕隆汽車聚辦了一個公開徵名活動，並廣邀社會賢達作為評審，自數千個名稱中，選出由一位高雄老師命名的「飛羚」；吳舜文親自以書法題字，成為了這部新車車尾正中央最明顯的標誌。
因為是臺灣第一部自製車款，飛羚獲得臺灣媒體的觀注，幾乎成為了1986年最受注目的事件與商品。甫一上市旋即獲得了5000張以上的訂單，堪稱台灣汽車史上上市銷售最成功的車款之一。
不過，由於設計上缺乏經驗造成的缺失、同業間的攻擊，以及裕隆和總經銷國產汽車之間的關係逐漸降溫，造成了飛羚101後期銷售成績下滑。
其實，國產汽車和日產汽車的關係甚為深厚，再加上國產汽車長期壟斷裕隆汽車的行銷與服務資源，裕隆汽車、國產汽車及日產汽車的關係至為微妙；日產汽車對於長期合作組裝日產汽車的裕隆汽車在未經授權下，擅自抄襲日產Nissan Stanza的設計，並稱為品牌自主研發極為感冒，因此在銷售上聯合國產汽車壓制裕隆。而且國產汽車仗著掌握裕隆汽車販售及服務通路的優勢，對於裕隆的意見常常不予理會，造成雙方的摩擦日漸深厚；最後，飛羚終究成為了壓倒雙方合作關係的最後一根稻草。
在飛羚101產品壽命的最後一年，裕隆汽車和國產汽車終於在1988年因為飛羚結束了長達三十年的產銷合作關係。而國產汽車為了快速出清庫存的千餘台飛羚，當時台灣汽車史上最大規模的跳樓大清倉被迫展開，飛羚的形象因此被犧牲殆盡。
飛羚101從1986年至1988年的銷售期間共計銷售16,653部，而1989年則推出局部改良的小改款車型裕隆飛羚102。飛羚102在1989~1995年的銷售期間內，共計售出6,925台。整個飛羚車系總共販售23,578台，雖然在國際車壇中並不算多，不過在國產車中也算是販售數量不差的車款。

## 特色
飛羚的成功除了縝密的行銷計畫與第一部自製車款的光環以外，其實創新的產品設計功不可沒。在一片講求方正保守國產車中，訴求動感流線的飛羚顯得格外耀眼，無論是充滿跑格的車頭設計還是獨步世界車壇的蜂巢式尾燈與五星式鋁合金輪圈，都在在證明了飛羚獨特的原創性。
此外，在造形上，飛羚採用了當年車壇最流行的2又1/2廂式設計也是相當符合時代潮流的。而且從外觀看，飛羚雖然是傳統的三廂車，但是實際上，它的行李廂蓋如同掀背車一般可以連同後擋風玻璃一同掀起，所以既滿足了國人喜好三廂車的觀念，又同時擁有掀背車的便利性，放眼世界車壇又是一個先進的創舉。
除了造型以外，飛羚對於空氣力學也非常注重，根據當年實際至英國MIRA實驗室測試的結果，飛羚101的風阻係數只有0.33，而在1987年7月上市的Fastback掀背款更低達0.29，不僅在國產車中無人能出其右，甚至直逼當年量產車的世界紀錄。
在數字之外，於外觀的細節上也可見到裕隆工程師的用心，例如與前保險桿一體成型的前下氣霸、於基座開孔的後視鏡與平貼式的車門把手...等等，經過20多年後回頭看，才知道當年國人創新的設計理念。
在車艙內部更是飛羚最引人入勝之處，延續外型的運動風格，飛羚的內裝設計亦是十足駕馭導向的。
打開車門，映入眼簾的是兩張視覺效果十足的桶型座椅，十分強調大腿與腰部支撐性的設計是當年極少見的運動化設計，而多元化的調整功能也是當時僅有的，充分展現此車運動化的定位。
配備上，飛羚堪稱當時最豪華的車種，即使在今天與市面上販售的大多數車種相比，可能都還不見得會遜色。以配備最豪華的GTS車型而言，不但在當年非常少見的四門電動窗、中控鎖、鋁合金輪圈都已是標準配備，甚至連多數國產車都沒有定速裝置、旅程電腦、後座獨立出風口、HUD抬頭顯示器...等都是標準配備。歌樂甚至為飛羚獨立開發了一套專屬的多聲道音響主機，搭配當時少見的六喇叭，連音響上都有可書之處。
既然定位為運動化的轎跑車，飛羚在性能方面也有特別的設定，特別是在操控性方面。雖然懸吊基礎設計源自Nissan Stanza（即裕隆快得利），但是在裕隆工程中心的重新設計之下，由偏軟調的舒適取向轉為偏向歐式風格的操控取向，研發期間裕隆更將原型車送往盧森堡的固特異輪胎試車場與日本石橋輪胎試車廠進行測試校調。在盧森堡期間，Corvette輪胎的測試小組也給予裕隆工程中心甚多操控性校調的意見，讓飛羚的操控性更上層樓。
在動力上，飛羚使用源自於吉利青鳥的CA18(i)引擎，不過為了因應國內的稅制問題，刻意將排氣量由1,809c.c修改為1,796c.c，並重新命名為CA-18N，最大馬力輸出為97ps/5200rpm，最大扭力則為14.9kgm/3200rpm，變速箱配置為五速手排及三速自排，原廠公佈的極速為190km/h，0~100km/h加速需費時11.8秒，在當年性能表現也在水準之上。

## 外銷計畫

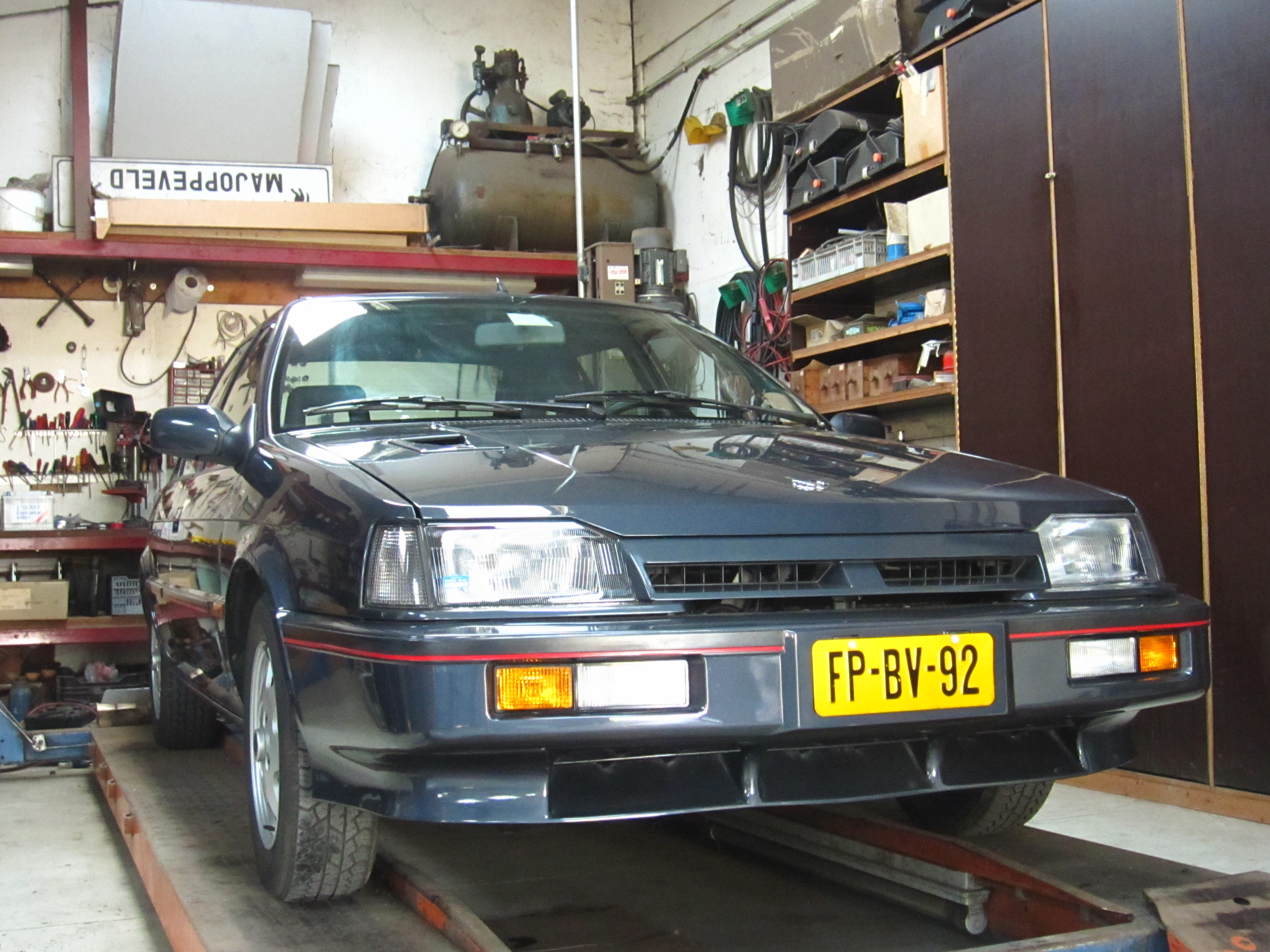
一輛外銷至荷蘭的飛羚

飛羚打從設計之初，最終便以外銷為主要目的，因此在安全性上特別講究，在研發末期，裕隆更將實車送至英國MIRA進行一系列的安全性測試，測試結果證明飛羚已經符合歐洲ECE的安全規範。
而為了符合美國法規的規範，飛羚全車系使用國產車中少見的美規大尺寸保險桿，在後保險桿側面也有側定位燈的預留孔位，而根據英國MIRA的測試結果，飛羚不僅符合歐洲ECE法規，安全性也符合美國的FMVSS法規，如果當年飛羚要外銷美國，只需依照美國法規將燈具和擋風玻璃改為膠合玻璃，並通過5萬公里的廢氣測試即可。
不過，受限於種種主客觀的因素，飛羚101終究沒能完成外銷國外的使命。直到了1991年，由101改款而來的102才順利外銷荷蘭。
外銷荷蘭的歐規車型和國產車有許多細微的地方有所差異，其差異大致如下：
1. 定速及超速警告開關組是用101的英文字版本
2. 天線採用後來精兵601採用的車頂中置式天線（因是基於對外零件報價的成本問題，因為這種天線少故障又便宜），故所以右前葉子板無天線孔及電動天線。
3. 儀表板為101 SD的零件，中央設置綠色LED時鐘，但沒有102內銷版本的電壓表和機油壓力表。
4. 後視鏡與精兵601相同，為可摺式設計。
5. 因應歐洲法規要求，於後保險桿追加後霧燈。
6. 車尾中央的飾燈組由中文的飛羚字樣改成英文的FEELING，而行李廂蓋上的型號標示為YUE LOONG 1.8 LSX以及1.8 S。
7. 音響為101 SD配置的型號，較內銷版本陽春。

很可惜地，這批102到了荷蘭以後，當地經銷商卻以部分品質問題拒絕驗收，使得這批車子只好整批賣斷給一家蘇聯的貿易商，所以這批飛羚最終便在蘇聯落腳，據裕隆老員工表示，因為裕隆在當地並無經銷商， 所以蘇聯人只好自行改修部分零件（如小燈），甚至還有人寫信回裕隆，稱讚這批車很耐用，請求購買零件的趣事發生。
除了外銷荷蘭後轉運蘇聯之外，在外銷荷蘭之前，為了測試歐規版本的耐久性，裕隆汽車曾經運了幾部飛羚102至中國大陸測試，測試完畢後並參加了當地的長春車展，在車展中大受好評後便將這些車直接在大陸轉賣，因此中國大陸也是可以見到飛羚足跡的地區。
最後，時任中華民國總統李登輝在一次出訪中美洲的行程中，帶了一部飛羚102作為伴手禮，致贈給當時的哥斯大黎加總統喀德榮，雖然只有一部，但是飛羚卻也因此成功登陸中南美洲。

## 參加東京車展
飛羚101於上市一年後，正式參加第27屆的日本東京車展，這不但是中華民國汽車廠第一次，也是至目前為止唯一一次參加國際性大車展的紀錄。
當時裕隆飛羚101參展的位置在外國乘用館的入口處，旁邊是Porsche，後面是Alfa Romeo，佔盡地利之便，更與眾多國際重量級品牌並列，當然也引起眾多國際媒體的注目。
在車展中簡短的發表會後，主持發表會的朱信博士被外國媒體重重包圍，許多外國媒體也紛紛報導這部來自台灣的嶄新車種。會場展示兩部飛羚，一部是紅色的三廂GTS，另有一部則是當時甫上市的兩廂GTF，許多外國媒體對於飛羚出色的外型與先進的配備及設計均留下了深刻的印象，對裕隆的第一部自主車款便能有此成績更是感到相當訝異，足見飛羚設計的前瞻之處。

## 車名由來
有關X-101的命名，裕隆內部其實應該也有很多腹案，至少可以推敲出幾個在飛羚之前的車名來。
第一是1985年（民國74年）年底《民生報》所披露的新車報導，標題清楚地將當時裕隆內部命名的名稱「海東青」給寫了上去；而除了該報導之外，該名稱也可在裕隆送往英國MIRA的測試車車尾上見到「海東青」的字樣。
至於裕隆當時為何命名為「海東青」，至今仍需考證；但當初參與命名的人員迄今多已離開裕隆，使得考證工作更複雜。
在英文名稱方面，X-101的英文車名也幾經更動。事實上，在正式上市之前，曾經有個平面廣告出現過一張照片，由這張照片所拍到的設計人員前之電腦螢幕中顯示，在X-101斜背車款的尾燈中央出現了「Aquila」這個名字。
這張廣告主題好像是在談論：「看看杜邦為台灣做了什麼？」與X-101當時前後大型保桿所用的RIM成形法有關。
此外，在上市之前所拍攝的型錄中，某張照片的車尾上有一個「Volant」的英文車名，這相信是上市之前第二個出現的車名。
不過，為了炒熱第一部國人自主車款的知名度，裕隆汽車決定在民國74年底、75年初舉辦了一個命名活動，公開徵求X-101的正式中文車名。
這活動是由國華廣告操作，採用公開徵名的方式，所有命名信件均匯集至該公司，由該公司召集的評選小組進行評選。為了以昭公信，評選小組的成員均為當時的社會賢達，計有沈君山、吳靜吉、徐鍾珮、高希均、柴松林、張繼高、楊乃藩等七位在社會上頗受敬重的人士受邀擔任為主審。評審們評選的標準為：代表中國、富涵義、高格調、迅捷有力、響亮順口、易記、不與任何汽車名字雷同、並未登記註冊...等幾個要點。
依此為原則，評審小組據稱過濾了上萬封信件，選出了由高雄一位女老師所提出的「飛羚」為名。「飛羚」這個車名確實符合以上原則，不但特別響亮易記，也是第一個車名最後一個字不再以「利」字為原則的裕隆車款。